# آلن شارز
آلن شارز (انگلیسی: Alan Shires؛ زادهٔ ۲۹ ژوئن ۱۹۴۸) بازیکن فوتبال اهل بریتانیا است.
از باشگاه‌هایی که در آن بازی کرده‌است می‌توان به باشگاه فوتبال ساوتند، باشگاه فوتبال چلمزفورد سیتی، باشگاه فوتبال ساوتند یونایتد، و باشگاه فوتبال کولچستر یونایتد اشاره کرد.